# Thomas J. Wood

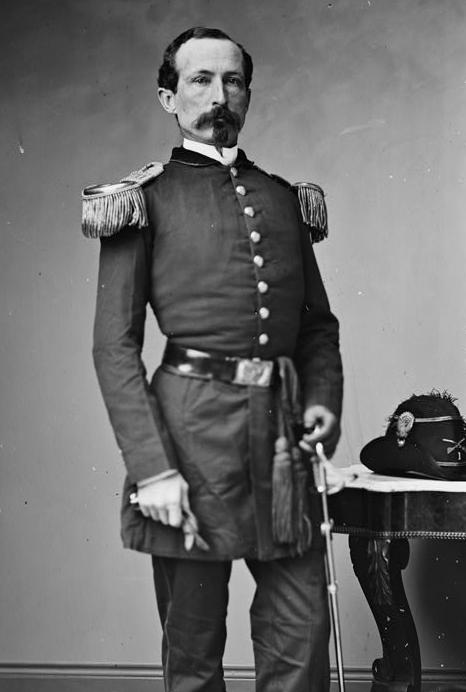
Thomas John Wood entre 1860 y 1870.

Thomas John Wood (25 de septiembre de 1823 - 26 de febrero de 1906) fue un oficial de carrera del Ejército de los Estados Unidos, que sirvió en la Guerra México-Estadounidense y como general de la Unión durante la guerra civil estadounidense .
Durante la Guerra México-Estadounidense, Wood sirvió en el estado mayor del General Zachary Taylor, y más tarde se unió al 2.º de Dragons. Durante la Guerra Civil, participó en muchas batallas en el Teatro Occidental . Wood comandó una división en la batalla de Chickamauga en septiembre de 1863, tiempo durante el cual optó por obedecer una orden cuestionable del comandante general William S. Rosecrans de reposicionar su división. Al hacerlo, Wood abrió una brecha en las líneas de la Unión, lo que contribuyó a la derrota de las fuerzas federales en la batalla y su posterior retirada. Wood y su división participaron en el exitoso asalto de la Unión durante la Batalla de Missionary Ridge en noviembre durante la Campaña de Chattanooga . También estuvo al mando del IV Cuerpo del Ejército de Cumberland durante la Batalla de Nashville en diciembre de 1864.

## Servicio en la guerra civil
Durante los primeros días de la Guerra Civil, Wood ayudó a organizar, entrenar y equipar varios regimientos de voluntarios en Indiana. En octubre de 1861, fue ascendido a general de brigada de voluntarios de Indiana. Al mes siguiente, se casó con Caroline E. Greer de Dayton,Ohio .
Wood comandó una brigada en las campañas de Tennessee y Misisipi al comienzo de la guerra. Estuvo al mando de una división en el Ejército de Ohio, y luego en el Ejército de Cumberland . Wood estuvo presente en el segundo día de la Batalla de Shiloh . Wood resultó herido durante la Batalla de Murfreesboro en diciembre de 1862. Sufrió controversia en la Batalla de Chickamauga, donde se le culpó de contribuir a la derrota de William S. Rosecrans. El 20 de septiembre de 1863, una falla en el conocimiento de la situación por parte de Rosecrans y el mal trabajo del personal dieron como resultado que Wood recibiera una orden aparentemente sin sentido que, si se obedecía literalmente, requería que sacara a su división de la línea para apoyar a otra división más cercana a la suya. izquierda, creando peligrosamente un espacio desprotegido a la derecha de la línea. En lugar de verificar la intención real de su comandante, Wood eligió considerar la orden como imperativa y sacó a su división de su posición.
En menos de 30 minutos después de que Wood moviera su división, Los hombres de James Longstreet se abrieron paso a través de la brecha resultante y cortaron el ejército de Rosecrans en dos. Rosecrans finalmente fue relevado del mando del Ejército de Cumberland luego de esta derrota de la Unión, mientras que Wood retuvo su división.
Wood se redimió durante el exitoso asalto a Missionary Ridge en noviembre y en la batalla de la estación de Lovejoy el 20 de agosto de 1864, donde a pesar de tener una pierna muy rota, permaneció en el campo alentando a sus hombres. En Missionary Ridge, la división de Wood fue la primera división en llegar a las posiciones rebeldes en lo alto de las alturas y la primera división en expulsar a los defensores de sus fortificaciones.
Estuvo al mando del Cuerpo IV del Ejército de Cumberland en la Batalla de Nashville y persiguió a los confederados de John Bell Hood después de la victoria de la Unión. El presidente Abraham Lincoln nombró a Wood para el grado de mayor general de voluntarios el 22 de febrero de 1865, para ocupar el rango desde el 27 de enero de 1865. El 14 de febrero de 1865, el Senado de los Estados Unidos había confirmado la nominación del presidente del 30 de enero de 1865 del nombramiento de Wood. Wood fue retirado de los voluntarios el 1 de septiembre de 1866.